# نيقولاس ماس

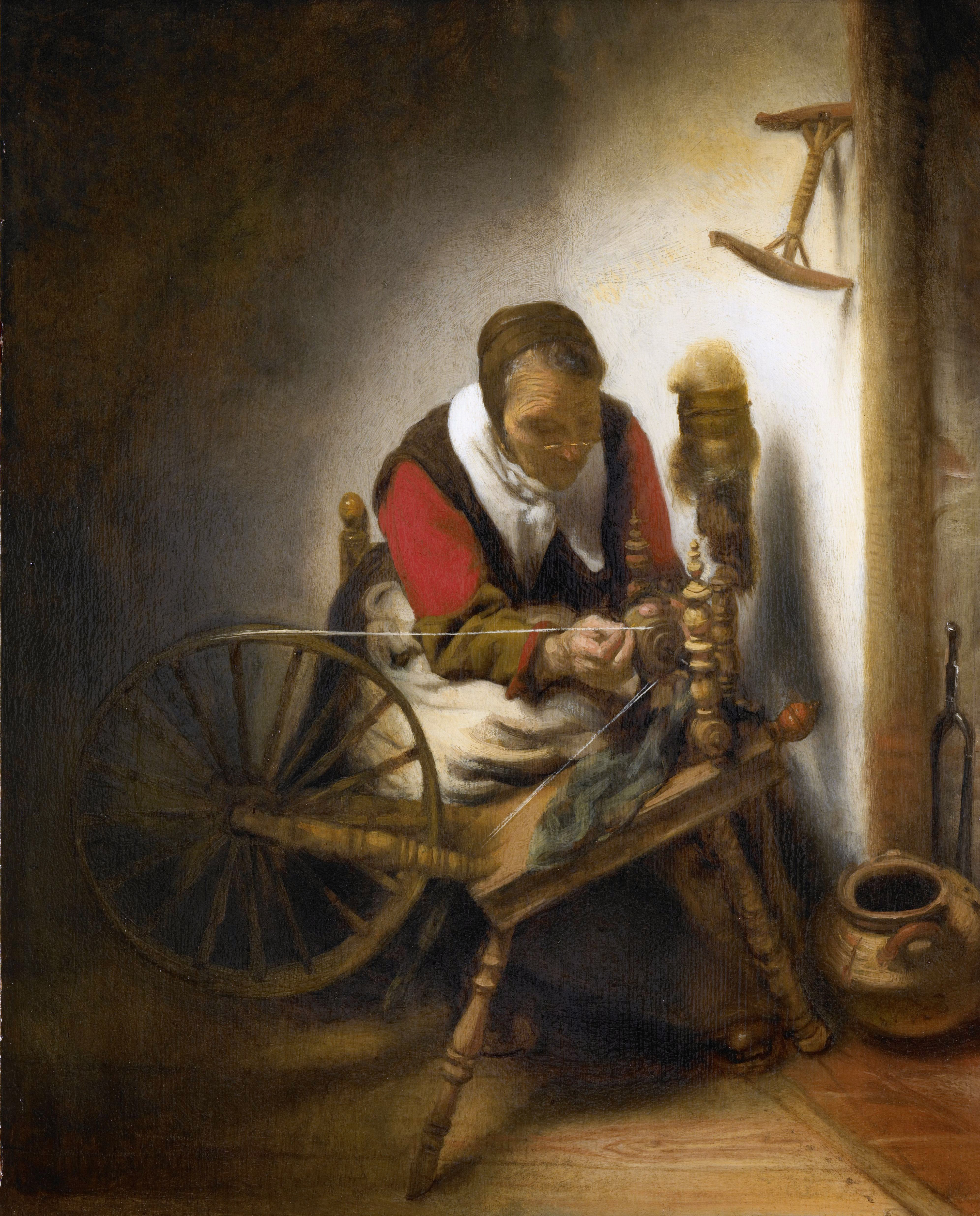
«إمرأة تغزل»، رسمت عام 1655 م. من مقتنيات متحف ريكز.

نيقولاس ماس (1634 - 1693 م) هو رسام هولندي.
تتلمذ على رامبرانت. عني بتصوير الوجوه والحياة اليومية.